# مولدزورث
مولدزورث (به انگلیسی: Mouldsworth) یک روستا و محله مدنی در بریتانیا است که در چشر غربی و چستر واقع شده‌است. مولدزورث ۳۲۷ نفر جمعیت دارد.